# ウィリアム・マーウッド

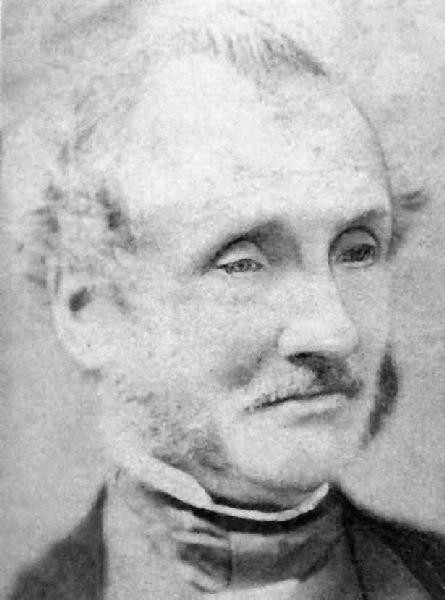
ウィリアム・マーウッド

ウィリアム・マーウッド（William Marwood、1820年 - 1883年9月）は、イギリスの死刑執行人である。

## 人物
1874年から1883年まで死刑執行人を務め、176人を絞首刑にした。年間20ポンドの給料と処刑1回につき10ポンドの歩合を受け取っていた。さらに、絞首刑に使用した縄や死刑囚の衣服などを売って副収入を得ていた。
彼は靴屋を副業として、普段は靴の修理の仕事をしていた。彼の靴屋には、処刑人を見物するために靴の修理を持ち込む客が絶えなかったと言う。
死刑執行人に任命されると、すぐに家の前に「クラウン・オフィス」と書かれた看板を出して、ここが死刑執行人の家であることを自ら示したという。
絞首刑の執行方法について改良を行ったことで知られている。死刑囚の体重によって、落下距離を7フィートから10フィートの間で調節した。ロープについても太さ4分の3インチの物が最良であると結論付けた。彼の行った方法は、第2頚椎と第3頚椎の間に瞬時に骨折を生じさせることで死刑囚を即死させるもので、最も人道的な方法として、世界的に絞首刑の執行方法として標準となった。彼は絞首刑を苦しみながら死ぬ残酷な刑罰から、即死させる人道的刑罰に改良した。

## 経歴
- 1820年：ホーンキャッスルで生まれる。
- 1872年4月1日：ウィリアム・フレデリック・ホリー (William Frederick Horry) を処刑する。
- 1879年2月25日：チャールズ・ピース (Charles Peace) を処刑する。
- 1881年11月29日：パーシー・レフリィ・マップレトン (Percy Lefroy Mapleton) を処刑する。
- 1883年6月：トーマス・ヘンリー・バーク (Thomas Henry Burke) を殺したグループのメンバーを処刑するためにアイルランドへ行く。この時は護衛の刑事が付き添ったという。
- 1883年9月：肺炎により死亡、遺体は自宅の近くの教会に埋葬された。
- ジェームズ・ベリーが後任になる。

## その他
ウィリアム・マーウッドの蝋人形が、チャールズ・ピースの蝋人形と共にマダム・タッソー館に展示されている。この蝋人形は彼自身が蝋人形館に訪れてモデルになって作成されたという。また、ウィリアム・マーウッドは絞首刑に使用した縄や死刑囚の遺品などをマダム・タッソー館に売っていた。